# East 17 - The Platinum Collection
East 17 - The Platinum Collection è il sesto album della boy band inglese East 17 uscito nel 2006.

## Tracce
1. Stay Another Day – 4:27
2. It's Alright – 4:41
3. Around The World – 4:37
4. House Of Love – 4:41
5. Thunder – 4:16
6. Deep – 4:01
7. Steam – 3:23
8. Do U Still – 4:18
9. Let It Rain – 3:33
10. West End Girls – 4:27
11. Hold My Body Tight – 3:39
12. Slow It Down – 4:45
13. Someone To Love – 4:00
14. Gold – 4:20
15. Hey Child – 4:33